# Acy
Acy är en kommun i departementet Aisne i regionen Hauts-de-France i norra Frankrike. Kommunen ligger i kantonen Braine som ligger i arrondissementet Soissons. År 2022 hade Acy 1 013 invånare.

## Befolkningsutveckling
Antalet invånare i kommunen Acy
Referens: INSEE